# ジェイク・ザイラス
ジェイク・ザイラス（Jake Zyrus、1992年5月10日 - ）は、フィリピンの歌手である。以前はシャリース・ペンペンコあるいはシャリースという芸名で活動していた。
YouTubeから人気を得た歌手で、オプラ・ウィンフリーに「世界一才能のある少女」と称された。デビュー・アルバム『シャリース』がBillboard 200アルバムチャートで初登場8位を記録し、アジア人アーティストとして初の同チャートトップ10入りを果たした。
出生時の性別は女性であったが、2017年に性自認が男性のトランスジェンダーである事を公表し、芸名もそれまで名乗っていたシャリース（Charice）からジェイク・ザイラスへと改名した。

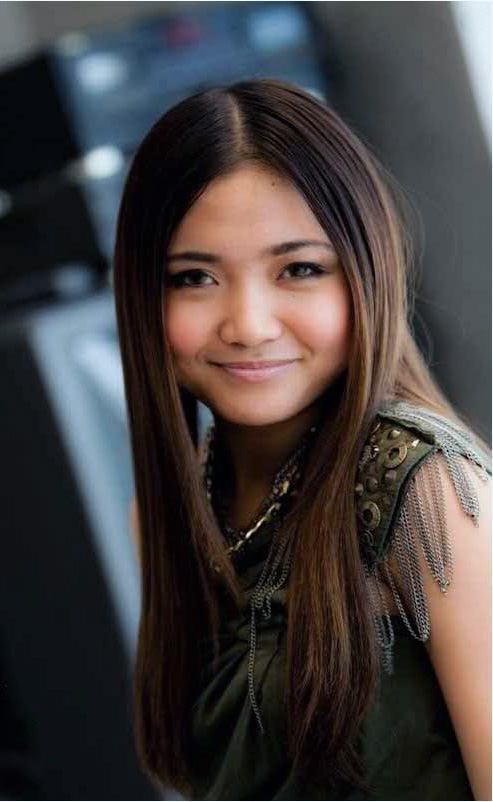
2010年当時のジェイク

## 生い立ち
ジェイクはフィリピンラグナ州サンペドロで生まれた。出生時の名前はシャーメイン・クラリス・レルシオ・ペンペンコ（Charmaine Clarice Relucio Pempengco）。両親の離婚後、母によって育てられたジェイクは7歳の時から行政区の祝祭日やテレビ番組などあらゆるアマチュアコンテストに参加することで家計を助けた。彼は約100ほどのコンテストに参加したとされる。尚、旧芸名のChariceのフィリピンでの発音はチャリースであるが、日本ではシャリースで定着している。
2005年にアメリカ合衆国のオーディション番組『アメリカン・アイドル』に従って制作された、ABS-CBNの番組『リトル・ビッグ・スター』に参加した。彼は最初のパフォーマンス後、落選したが、ワイルドカードで復活し、決勝進出者となった。最終決戦において彼は一貫して高得点を得たが、結果は3位に終わった。
ジェイクはローカル番組とコマーシャルでマイナーな活動をしたが、『リトル・ビッグ・スター』出演後は基本的に表舞台からは姿を消していた。世界的な認知を得たのは、彼の熱心なファンが「FalseVoice」というユーザー名で動画投稿サイトYouTubeに彼が歌唱している映像を投稿し始めて、注目されるようになった2007年頃からである。彼の映像は数百万もの再生回数を記録した。

## 経歴

### 初期（2007年 - 2009年）
2007年6月に『リトル・ビッグ・スター』の映像を見た音楽プロデューサーが、デモのレコーディングをする為にスウェーデンのレコード会社に彼を招いた。彼はそこで、6曲のカバー曲と『アメージング』というオリジナル曲をレコーディングした。
『リトル・ビッグ・スター』の決勝進出者は韓国のタレントショー『スター・キング』に招待されることになっていた。その2007年10月13日放送回に出演した彼は『アンド・アイ・アム・テリング・ユー・アイム・ノット・ゴーイング』を熱唱。またSUPER JUNIORのキュヒョンとディズニーアニメ『アラジン』のテーマソング『A Whole New World』をデュエット。この映像をYouTubeで見たエレン・デジェネレスは自身の番組『エレンの部屋』にジェイクをゲストとして招待した。彼は初めてアメリカに行き、同年12月19日放送回に出演して『アンド・アイ・アム・テリング・ユー・アイム・ノット・ゴーイング』と『オールウェイズ・ラヴ・ユー』を歌った。同年12月28日にジェイクは『スター・キング』に「最も視聴者からのリクエストが多かった外国人アクト」として再び出演し、グロリア・ゲイナーの『アイ・ウィル・サヴァイヴ』を歌い、また、リナ・パークと、ホイットニー・ヒューストンの『オールウェイズ・ラヴ・ユー』をデュエットで歌った。
2008年1月、フィリピンのグロリア・マカパガル・アロヨ大統領との面会の為、マラカニャン宮殿に招待された。同年4月8日に、イングランドロンドンの番組『ポール・オグレーディ・ショー』にゲスト出演し、再び国際的なメディアに登場した。
2008年5月、フィリピンでのデビュー・アルバム『シャリース』が発売された。新曲6曲とバッキング・トラック6曲を収録したミニアルバムであり、同年10月にフィリピンでゴールドディスク、2009年にはプラチナディスク認定を受けた。
2008年5月12日、トーク番組『オプラ・ウィンフリー・ショー』の企画「World's Smartest Kids」に出演し、ホイットニー・ヒューストンの『アイ・ハブ・ナッシング』を歌った。番組司会者のオプラ・ウィンフリーはジェイクの為に何か出来ないかと思い、番組終了後、音楽プロデューサーデイヴィッド・フォスターに連絡をとった。ウィンフリーの導きにより、同年5月17日にコネチカット州レッドヤードフォックスウッズ・リゾート・アンド・カジノのMGMグランドで彼は初めてフォスターと会った。
彼は同年5月23日に開催されたフォスターのトリビュートコンサート「ヒットマン：デイヴィッド・フォスター・アンド・フレンド」に出演し、国際的なコンサートステージデビューを果たした。ステージでは映画『ボディガード』のサウンドトラックメドレーと『アンド・アイ・アム・テリング・ユー・アイム・ノット・ゴーイング』を歌った。このコンサートのCD/DVDは同年11月11日に発売された。また、コンサートの模様はPBSを含む公共テレビ放送網で数回放送された。
上記のコンサートの出演者の1人にジェイクが憧れているテノール歌手アンドレア・ボチェッリがいた。ボチェッリはジェイクとのデュエットに興味を示し、同年7月20日に彼の故郷イタリアトスカーナで開かれる誕生日コンサート「シネマ・トリビュート」に彼を個人的に誘った。彼は8,000人以上の観客の前で『ザ・プレア』をデュエットで歌った。同年9月6日にはオランダのフェイエノールト・センテニアル・アニバーサリーでのステージに誘われた。当日彼は約5万人のサッカーファンを目の前にしてチームの為に『ユール・ネヴァー・ウォーク・アローン』を歌った。
同年9月9日、トーク番組『オプラ・ウィンフリー・ショー』の「ドリームズ・カム・トゥルー」というエピソードにゲスト出演した際に、ウィンフリーに「世界一才能のある少女」と称された。ジェイクはデイヴィッド・フォスターのピアノ演奏でセリーヌ・ディオンの『マイ・ハート・ウィル・ゴー・オン』を歌った。パフォーマンス後、サプライズでディオンが中継で番組出演しジェイクを驚かせた。ディオンは、自身のコンサートツアー「テイキング・チャンシズ・ツアー」の一部として、ニューヨーク市マディソン・スクエア・ガーデンで特別なデュエットを歌おう、と彼を誘った。同年9月15日、ディオンのコンサートで、『ビコーズ・ユー・ラヴド・ミー』をデュエットで歌った。このパフォーマンスは『ニューヨーク・ポスト』と『ニューヨーク・タイムズ』に絶賛された。また、『オプラ・ウィンフリー・ショー』の9月19日放送回でも取り上げられた。
同年11月に、デイヴィッド・フォスターのトリビュートアルバム『ヒットマン：デイヴィッド・フォスター・アンド・フレンド』の宣伝の為、テレビ番組『グッド・モーニング・アメリカ』にフォスターと一緒にゲスト出演した。彼はスタジオで映画『ボディーガード』メドレーと『アイ・ウィル・サヴァイヴ』を披露した。

### アメリカへの移転（2009年 - 2010年）
2009年1月、ハイアット・リージェンシー・ホテルで行われたバラク・オバマ大統領就任記念式とマーティン・ルーサー・キング・ジュニアの功績を称えるパーティを兼ねたイベントでパフォーマンスした
。同年2月には、ミスター・チョウズで開かれたパーティと「オプラ・オスカー」と名づけられたオプラ・ウィンフリー主催の2つのオスカー賞イベントでパフォーマンスした。彼はデイヴィッド・フォスターが制作したオリジナル曲『フィンガープリント』を初めて観客の前で披露した。
同年4月にイタリアの音楽バラエティ番組『ティ・ラッショ・ウナ・カンツォーネ』に出演し、『アイ・ウィル・オールウェイズ・ラブ・ユー』『アイ・ハブ・ナッシング』『プレア』『リッスン』を歌った。同月、ドジャー・スタジアムで行われたロサンゼルス・ドジャース第52シーズン開幕戦において、約5万7千人の野球ファンの前でアメリカ合衆国の国歌『星条旗』を歌った。
同年5月、フィリピンでの2枚目のアルバム『マイ・インスピレーション』を発売した。アルバムは『オールウェイズ・ユー』やヘレン・レディーのカバーで実母とデュエットした『ユー・アンド・ミー・アゲインスト・ザ・ワールド』を含む12曲が収録されている。同年12月にフィリピンでプラチナ認定を受け、その2ヶ月以内にゴールド認定を受けた。
同年5月18日、トーク番組『オプラ・ウィンフリー・ショー』の「フィナーレ：オプラが探した世界で最も才能のある子供」というエピソードに出演し、ダイアン・ウォーレンが書き、デイヴィッド・フォスターがプロデュースしたジェイク初の国際的なシングル『ノート・トゥ・ゴッド』を観客の前で初めて披露した。シングルは同日にデジタルダウンロード販売が開始され、ビルボード・ホット・デジタルシングル100で初登場22位、ホット・デジタルチャート100で9位、ホット100で44位、カナダのホット・デジタルシングル・チャートで35位を記録した。同月、イタリアの音楽バラエティ番組『ティ・ラッショ・ウナ・カンツォーネ』に再び招かれ、特別ゲストとして出演した。
同年6月27日、彼にとって初めてとなる単独コンサート「シャリース：ザ・ジャーニー・ビギンズ」をSMXコンベーション・センターで行った。
ジェイクは2009年に2曲のクリスマスソングに参加した。1曲はデヴィッド・アーチュレッタのクリスマスアルバム『クリスマス・フロム・ザ・ハート』に収録されているアーチュレッタとのデュエット曲『ハブ・ユアセルフ・ア・メリー・リトル・クリスマス』である。もう1曲はコンピレーションアルバム『ベリー・スペシャル・クリスマス・ヴォリューム7』に収録されている『クリスマス・ソング』である。2009年秋にはライブ「デイヴィッド・フォスター・アンド・フレンド」の北アメリカ公演に同行した。
同年12月23日に北アメリカで公開された映画『アルビン 歌うシマリス3兄弟』にカメオ出演をした。同月、オーディション番組『シンガポールアイドル』のグランドフィナーレに出演し、『ノート・トゥ・ゴッド』を披露した。

### 『シャリース』（2010年 - 現在）

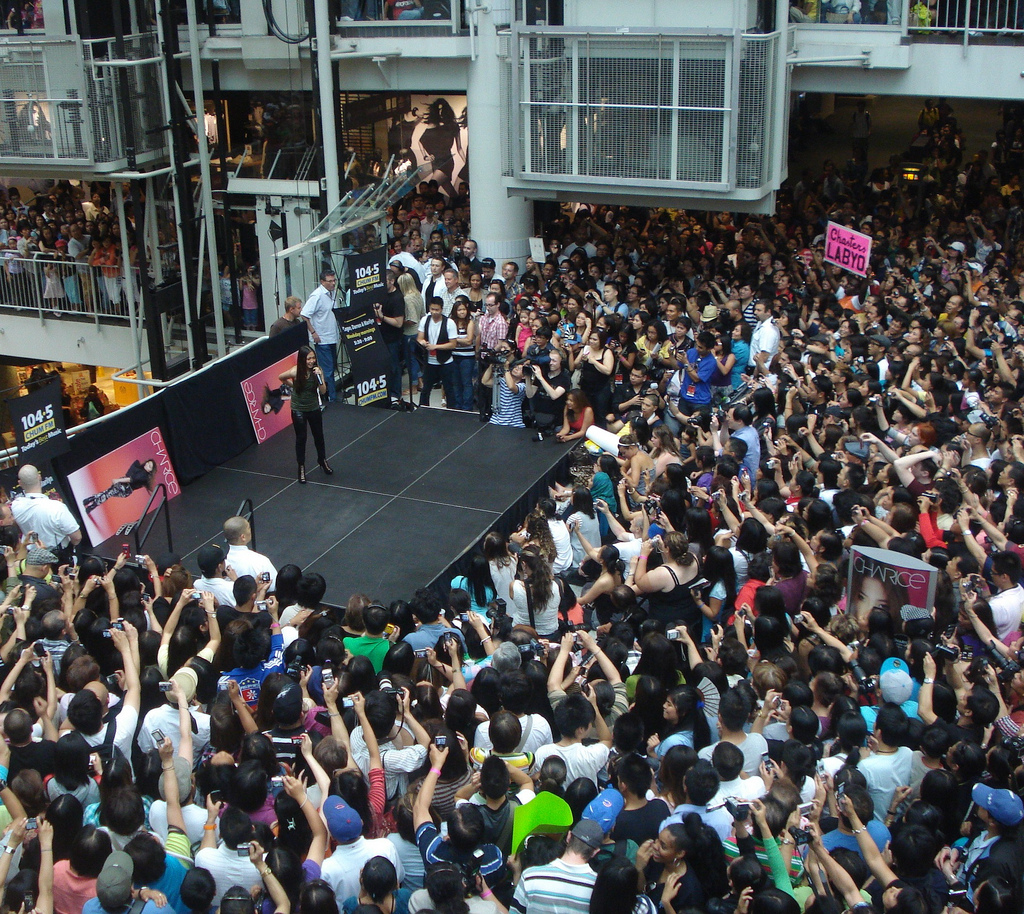
トロント・イートン・センターでパフォーマンスするシャリース（2010年）

2010年1月31日、彼は心臓病の認識を高める為のショー「ハート」に出演し、『ノート・トゥ・ゴッド』やアルバムに収録された新曲『イン・ディス・ソング』『ブレス・アウト』（後の『ブレス・ユー・アウト』）を披露した。
デビュー・アルバム『シャリース』からの2枚目のシングル『ピラミッド (featuring アイヤズ)』のクラブヴァージョンとリミックスが同年2月23日、3月2日にそれぞれ発売された。『ピラミッド・リミックスEP』はビルボード・ダンス/クラブ・プレイソングチャートで初登場46位になった後、すぐに1位まで急上昇した。
2010年5月11日、世界デビュー・アルバム『シャリース』が143/Repriseから発売された。最初の週でビルボード200アルバムチャートで8位に入り、同チャート上位10位内に入った初めてのアジア人アーティストになった。同日、トーク番組『オプラ・ウィンフリー・ショー』に同じくYouTube出身者のジャスティン・ビーバーと一緒にゲスト出演した。
6月22日、アメリカのテレビドラマ『Glee』シーズン2 にゲスト出演することが発表され、リー・ミシェル演じる主人公レイチェル・ベリーの強力なライバルとなるフィリピンからの交換留学生（サンシャイン役）を演じた。計3話に出演し、1話でTelephoneとListen、17話で All By Myself、最終話でAs Long As You're Thereを披露した。
6月23日、日本での2枚目のシングル『三日月〜クレッセント・ムーン〜』を発売した。同曲は日本の女性歌手絢香のシングル『三日月』を英語歌詞にしてカバーしたものである。
6月30日、フィリピンのベニグノ・アキノ3世大統領就任式典において、推定50万人以上の観衆の前でフィリピン国歌『最愛の地』を歌唱した。7月に、フィリピン、タイ、日本、韓国を巡る彼の最初のアジアツアーを決行する。そこで彼は3度目の『スター・キング』への出演を果たした。
2011年1月19日放送の日本の音楽番組『SONGS』に出演し、『アイ・ウィル・オールウェイズ・ラブ・ユー』『ピラミッド』『マイ・ハート・ウィル・ゴー・オン』『イン・ディス・ソング』を披露した。
2011年7月 - 9月期に日本テレビで放送されたテレビドラマ『ブルドクター』の主題歌に「Far As The Sky」が採用された。
2011年11月父リッキー・ペンペンコがフィリピンのサンペドロにて、アイスピックでめった刺しされ死亡するという凄惨な事件が発生し、シンガポールのコンサートをキャンセルした。以後精神的による激太りが指摘され始めた。
2011年12月発売のコンピュータゲーム『ファイナルファンタジーXIII-2』のエンディングテーマ『New World』を歌唱。なお、日本ではPlayStation 3版の主題歌に同じ曲を元にアレンジされたふくい舞の『約束の場所』が採用されているため、Xbox 360版でしか聞くことができない。
2013年6月現地時間2日、母国フィリピンの放送局ABS-CBNで放送されたインタビューの中でレズビアンであることをカミングアウトした。ただし2017年にはトランスジェンダー男性であることを公表し、2013年当時のレズビアンだという説明は不正確であったと述べている。

## ボーカル
彼はアメリカ進出前に、実母からのレッスンは別として、正式なボーカルトレーニングを一切受けていないと報じられている。
ABCニュースのインタビューを受けたプロデューサーのデイヴィッド・フォスターによるとジェイクには他の人の声を真似する能力がある。彼によるとそれは良い歌手の特徴である。別のインタビューにおいて、歌手のジョシュ・グローバンはジェイクの声は、自分が聴いてきた中で最も美しい声の内の1つであると述べている。『ニューヨーク・ポスト』はジェイクは幼い時から「大きな歌」を歌うことが出来た為、「ボーカルの天才」と呼んだ。アメリカの人気ドラマ『Glee』のエグゼクティブ音楽プロデューサーライアン・マーフィーは「彼女が口を開くとき、天使は飛び出す」と彼の声について言及している。
彼の声質はホイットニー・ヒューストンやセリーヌ・ディオンのそれと比較される。ジェイクはヒューストンとディオンに加え、マライア・キャリーやレジーン・ベラスケス[:en] に影響を受けたと語っている。

## ディスコグラフィー

### スタジオアルバム
| 年     | 作品名                                                                | 最高順位 | 最高順位 | 最高順位 | 認定            |
| 年     | 作品名                                                                | US       | CAN      | JPN      | 認定            |
| ------ | --------------------------------------------------------------------- | -------- | -------- | -------- | --------------- |
| 2008年 | シャリース[A] - 発売日: 2008年5月 - レーベル: スター                  | N/A      | N/A      | N/A      | - PHI: プラチナ |
| 2009年 | マイ・インスピレーション[A] - 発売日:2009年5月 - レーベル:スター      | N/A      | N/A      | N/A      | - PHI: プラチナ |
| 2010年 | シャリース - 発売日:2010年5月11日 - レーベル: 143/Reprise、リプライズ | 8        | 4        | 8        |                 |

### シングル
| 年     | 作品名                                                                                             | 最高順位 | 最高順位 | 最高順位 | 最高順位 | 最高順位 | 最高順位 | 最高順位 | アルバム                       |      |      |
| 年     | 作品名                                                                                             | US AC    | US Dance | US       | AUS      | CAN      | JPN      | NET      | アルバム                       |      |      |
| ソロ   | ソロ                                                                                               | ソロ     | ソロ     | ソロ     | ソロ     | ソロ     | ソロ     | ソロ     | ソロ                           | ソロ | ソロ |
| ------ | -------------------------------------------------------------------------------------------------- | -------- | -------- | -------- | -------- | -------- | -------- | -------- | ------------------------------ | ---- | ---- |
| 2008年 | イット・キャン・オンリー・ゲット・ベター[B]                                                        | N/A      | N/A      | N/A      | N/A      | N/A      | N/A      | N/A      | シャリース                     |      |      |
| 2009   | オールウェイズ・ユー[B]                                                                            | N/A      | N/A      | N/A      | N/A      | N/A      | N/A      | N/A      | マイ・インスピレーション       |      |      |
| 2009   | ノート・トゥ・ゴッド                                                                               | N/A      | N/A      | 44       | N/A      | 35       | N/A      | N/A      | シャリース                     |      |      |
| 2010   | ピラミッド (featuring アイヤズ)                                                                    | N/A      | 1        | 56       | 45       | 41       | 1        | 53       | シャリース                     |      |      |
| 2010   | 三日月〜クレッセント・ムーン〜[C]                                                                  | N/A      | N/A      | N/A      | N/A      | N/A      | N/A      | N/A      | シャリース                     |      |      |
| 客演   | |          |          |          |          |          |          |          |                                |      |      |
| 2009   | ハブ・ユアセルフ・ア・メリー・リトル・クリスマス (デヴィッド・アーチュレッタ featuring シャリース) | 22       | N/A      | N/A      | N/A      | N/A      | N/A      | N/A      | クリスマス・フロム・ザ・ハート |      |      |

備考
- A ^ フィリピンでのみ発売。
- B ^ フィリピンでのみ商業シングルとして発売。
- C ^日本版のみ収録。

### ミュージック・ビデオ
| 年   | 作品名                                   | 最高順位    | 最高順位     |
| 年   | 作品名                                   | Channel [V] | Yahoo! Video |
| ---- | ---------------------------------------- | ----------- | ------------ |
| 2008 | イット・キャン・オンリー・ゲット・ベター | N/A         | N/A          |
| 2009 | オールウェイズ・ユー"                    | N/A         | N/A          |
| 2010 | ピラミッド(featuring アイヤズ)           | 1           | 1            |

## 出演
| 映画       | 映画                                             | 映画                   | 映画                             |
| 年         | 題名                                             | 役名                   | 備考                             |
| ---------- | ------------------------------------------------ | ---------------------- | -------------------------------- |
| 2009年     | アルビン 歌うシマリス3兄弟                       | シャリース             |                                  |
| 2010年     | スルー・ザ・アイズ・オブ・ザ・ワールド           | 本人                   | ドキュメンタリー/コンサート映画  |
| 2012年     | 闘魂先生 Mr.ネバーギブアップ Here Comes the Boom | マリア                 |                                  |
| テレビ番組 |                                                  |                        |                                  |
| 年         | 題名                                             | 役名                   | 備考                             |
| 2008年     | ASAP                                             | 本人                   | 2008—2009年                      |
| 2008年     | Maalaala Mo Kaya                                 | 本人                   | 「アイスクリーム」出演           |
| 2010年     | May Bukas Pa                                     | 聖歌隊メンバー         | 「アーメン」出演                 |
| 2010年     | Glee                                             | サンシャイン・コラゾン | シーズン2第1話「オーディション」 |